# Liste des sites mégalithiques du Conwy
Cette liste non exhaustive recense les principaux sites mégalithiques du Conwy.

## Cartographie
Localisation des principaux sites mégalithiques du Conwy
| : Complexes mégalithiques · : Alignements, henges, cromlechs · : Dolmens, menhirs, tumulus, cairns · |

## Liste
| Site              | Type     | Notes | Coordonnées                 | Image |
| ----------------- | -------- | ----- | --------------------------- | ----- |
| Meini Hirion (de) | Cromlech |       | 53° 15′ 13″ N, 3° 54′ 57″ O |       |